# 許京寧
許 京寧（ホ・ギョンヨン、韓国語: 허경영、1947年7月13日 - ）は、大韓民国の政治運動家。ネチズンによる別称は許本座（허본좌、ホボンジャ）。慶尚南道密陽市出身。本貫は金海許氏。
一人一党を語って大統領選挙に3度立候補し、独特の公約と言動からカルト的人気を博したが、共に下位落選した。
2008年に選挙法違反（経歴詐称）と、元ハンナラ党代表朴槿恵に対する名誉毀損で摘発され、最高法院で懲役1年6月の有罪が確定。服役後2009年7月に出所し、活動を再開している。
2025年5月23日、宗教施設「ハヌル宮」信者に対して商品を法外な価格で販売した詐欺の疑い、また信者に対するセクハラなどの容疑で警察に拘束された。

## 立候補歴
- 1997年 第15代大統領選挙：共和党から出馬。39,055票、得票率0.2%、7人中7位
- 2004年 第17代総選挙：民主共和党から比例代表1位で立候補し、落選。
- 第17代大統領選挙：経済共和党（朝鮮語版）から出馬。96,756票、得票率0.4%、12人中7位。群小候補の中では最多の票を得た[3]。
- 第21代総選挙：国家革命配当金党から比例代表2位で立候補し、落選。
- 2021年ソウル特別市長選挙：国家革命党（朝鮮語版）から出馬。52,107票、得票率1.07%、12人中3位。群小候補の中では最多の票を得た[5]。
- 第20代大統領選挙：国家革命党から出馬。281,481票、得票率0.83%、12人中4位。
- 第22代総選挙：国家革命党から比例代表2位で立候補し、落選。

上記の他にも自治体首長選レベルで幾つかの出馬歴がある模様。
初期には朝鮮王朝の復古を主要政策に掲げていたが、途中から『第二の朴正煕』を名乗るようになった。2007年、第17代大統領選挙に立候補した際には、「中国諸国と連邦をしてアジア連邦を作り、失われた高句麗領土を取り戻したい」「失われた渤海の旧領と、三国時代にヨーロッパまで伸ばした韓半島の故土を取り戻すのが私の夢だ」と主張している。
マスコミからは泡沫候補扱いされているが、本人は泡沫候補扱いされていることに抗議している。

## 自称する略歴
自叙伝『ムクゲの花は枯れず』（『무궁화 꽃은 지지 않았다』、2000年 ISBN 899525680X）と、2007年大統領選時の選挙公報、政見放送を集約すると概ね以下のようになるが、その時々で内容が異なるため不整合が多く、上記公判中総て事実が確認できない虚妄、各界要人とのツーショットも合成写真であると断定された。
- 1950年の元旦にソウル特別市江南区の漢江に掛かる中浪橋の下で出生
  - GSグループ創業家一族だった父が、溢れる愛民心から自主的に農地解放したため、政敵の李承晩に思想犯として捕らえられ刑死
  - 在監中の父に面会するため上京中の母が橋の下で出産した。『京寧』の名は「ソウル（京城）を世界の中心に、貧しい国民に安寧を」との亡父の辞世による
  - 母も朝鮮戦争中に病死し、孤児になった
- 智異山の農夫に作男として拾われたが、余りに頭が良かったため四書五経を与えられ、独学でマスター
- 14歳で名刹に入門し、高麗八万大蔵経を諳んじた後、16歳で大教会の牧師の養子になり、聖書研究に没頭
- 知能指数が430に達したことで、1968年、特に請われて李秉喆の養子に迎えられる[8]
- 18歳で三星財閥を陰から指揮する立場になり、重工業から電子産業へ転換させる。LGグループの創設も指導
- 19歳で朴正煕大統領の秘密特別補佐官に就任
  - セマウル運動の立案推進
  - ブレジネフ共産党書記長に直談判して、秘密核基地誘致を実現
  - KCIAの政治介入の排除
  - 朴槿恵との縁談が持ち上がる[3]
  - 文世光事件以前に自発的引退を進言
  - 1970年 - ベトナム戦争に参戦、兵長で除隊後『大韓不遇者保護協会』を組織
  - 1972年 - 韓国放送通信大学校を創設[9]
- 10・26事件後
  - 1980年 - 朴正熙思想研究所所長（現）、南北文化交流協会副会長（現）
  - 1982年 - 韓国戦争防止国民連合総裁（現）
  - 1987年 - 新民党副総裁に就任、13代大統領選挙候補に推戴されたが出馬を見送った
  - 1990年 - 民族社会団体総連合総裁（現）
  - 1995年 - セマウル精神革命運動中央会総裁（現）
  - 2001年 - 米共和党と提携関係を樹立。ジョージ・W・ブッシュの大統領就任式典に韓国人として唯一招かれ[3]、以降、秘密特別顧問を務める
  - 2006年 - ブッシュから国際連合事務総長への就任要請を受けたが、大韓民国大統領になるため固辞して、潘基文に譲った

## 確認された事実
- 1992年 - 真理平和党から14代大統領選挙に出馬しようとしたが、預託金3億ウォンが準備できず候補者登録できなかった
- 第15代大統領選挙に当り、9億9千万ウォンの財産を申告し、経済正義実践市民連合中央委員を名乗ったが、いずれも虚偽であった
- 2002年 第16代大統領選挙にも立候補しようとしたが、預託金問題で断念
- 2004年 - 亡夫人に売却した絵画の代金50万ドルが未払との理由でチョー・ヨンピルを訴えたが、全くの作り話だとして敗訴
- 2007年 - 盧武鉉政権の与党、開かれたウリ党の次期大統領選公認候補者セレクションに名乗りを上げ、最終段階の手前まで勝ち残った
  - 2億ウォン（未払）の賄賂と引き替えに、朴槿恵との縁談に関する記事をゴシップ誌で5回にわたり連載させた
  - 12候補者中納税額が最少で、1億1319万ウォン（約1,300万円）を滞納していた[10]

## 第17代大統領選挙時の主な公約
- 国際連合本部ビルをニューヨークから板門店に移転。ブッシュ大統領も承認済
- ジンギスカンの末裔と掛け合ってモンゴルと国家統合し、旧高句麗領を復活
- 中国を民主化し、韓国に吸収合併する
- バイカル湖とカムチャッカ半島の買収
- ペ・ヨンジュンを大統領日本特使に任命
- 韓日海底トンネルの早期着工
- 社会の不正腐敗と不条理に加担した3,000名を即時処刑
- 国会議員に資格試験と観相学的・易学的面接を実施し、無償奉仕させる
- 自治体首長と議員の選挙を廃止
- 隠密特使制度の復活
- 徴兵制廃止
- 教育費を完全無料化する代わりに、進学先は抽選制とする
- 国民年金の全廃
- 税制改革 - 所得税と間接税以外の税金を全廃
- 65歳の全国民に『建国功労手当』の名目で毎月50万ウォン、また新入社員にも5年間毎月100万ウォンを支給
- 新婚夫婦に一時金1億ウォンを無条件で、出産すれば3000万ウォンを支給
- 全決済のクレジットカード・小切手化。それに伴う現行通貨の廃止。現金使用は逮捕
- 家具、電気、水道、携帯電話料金を毎月5万ウォンまで無償化
- 干拓地に高層ビルを200棟建設
- 総ての空き地に高麗人参を植えて外貨を稼ぐ、人参ニューディール政策を推進。国民所得を5万ドルにする
- 2015年頃にはアジア連邦初代大統領に就任。大韓民国ウォンを統一通貨にする

## その他の発言
- 国の予算が足りないのではありません。泥棒たちがあまりにも多いのです
- 知能指数が中学の時430、高校の時450あり、60問を60分で解くとIQ100になる問題を、5分で解いた[11]
- IQ100程度（の他候補者）がする政治なんて、ままごと同然だ
- 縮地法を用いて、一般人が3時間を要する山頂まで10分で登れる
- 特殊体質なので、空を飛べる
- 視力4.0、視線だけで病気治療できる
- 私の脳波でブッシュ大統領の心も動く
- 最も嫌いな人はリンカーン
- 宇宙人と交信している
- クローン人間として再生され、巫女に魂を注入してもらうことで、永遠に生き続ける

## 大統領選挙以降
「IQ=430」、「景福宮にタンクで進撃」のキャッチコピーも空しく落選した後は「経済共和党の30万党員より得票数が少ないのは陰謀だ」などと主張し、選挙結果を不服として1人で抗議活動を展開するかたわら、余勢を駆って人気テレビ番組『爆笑クラブ2』、『演芸街中継』、『PD手帳』などにも出演し、お笑いタレント扱いされていた。
2008年、朴槿恵の告訴により逮捕。一時は第18代総選挙や、その後の補欠選挙にも獄中立候補の動きを見せたが、選挙法違反と併合して懲役3年を求刑され、懲役1年6月の実刑判決を受ける。判決理由は「大統領選挙過程で虚偽事実を流布し、法廷でも誤りを全く悔いていない」。控訴審、上告審でも原審が維持され、直ちに収監された。
2009年7月 に出所した後は、歌手として活動している。